# Banksia sphaerocarpa
Banksia sphaerocarpa is een struik of boom, uit de familie Proteaceae, die voorkomt in het zuidwesten van West-Australië. Over het algemeen is het een 1 tot 2 meter hoge struik. De soort heeft smalle groene bladeren en bruinachtige, oranje of gele bloem die vanaf januari tot en met juli te zien zijn.
... · 
B. aemula · 
B. attenuata · 
B. baxteri · 
B. brownii · 
B. canei · 
B. ericifolia · 
B. integrifolia · 
B. marginata · 
B. prionotes · 
B. serrata · 
B. sphaerocarpa · 
B. verticillata · 
...